# 見習騎手
見習騎手（みならいきしゅ）とは、騎手免許を取得して間もない騎手のことをいう。

## 概要
騎手免許を取得したばかりの騎手は他の騎手に比べ競走経験が浅く技術が低いものが多く、他の経験豊富な騎手と同一条件で競走で争った場合には不利になる状況が多々発生する。その結果、騎乗機会にも恵まれず経験を蓄積したり技術の向上にも影響を与えるため負担重量における減量措置をとり、騎乗機会を与えることで条件面で優位にし経験を積ませている。これを減量騎手と言う。減量制度によって、これまであまり良い成績を残せていなかった馬が競走に勝利した事例は少なくない。俗に「負担重量が1kg軽いと1馬身違う」と言われている。
国によっては見習騎手を対象とした免許を発行し、一定期間経過後にその間の騎乗実績などを考慮したうえで本免許に切り替えるといったシステムを採っているところもある。また、フランスなど見習騎手によるランキングで表彰する国・主催者もある。
なお、かつての日本では騎手免許取得を目指し調教師に弟子入り中の者と騎手免許取得から間もない者を併せて「見習騎手」と呼んでいた。
見習騎手は重賞での騎乗が制限される場合がある。
見習騎手限定競走を実施する主催者もあり、ドバイ・マカオでは毎年見習騎手による招待競走が行われているほか、東アジア圏でも「アジアヤングガンズチャレンジ」の名称で2009年より見習騎手による国際招待競走が行われている。日本の中央競馬における事例については「中央競馬の若手騎手」節を参照。

## 中央競馬の見習騎手
日本の中央競馬においては、騎手免許取得5年未満で通算勝利度数100回以下（中央競馬のみ）の騎手のことを指す。競馬用語では「アンチャン」とも言われる。「若手騎手」と呼ぶ場合は見習騎手以外の騎手をも含む場合が多い（詳細は後述）。

### 現在の減量制度と騎乗制限
現在、中央競馬における見習騎手の減量制度はハンデキャップ競走と特別競走（重賞競走も含まれる）を除く一般競走に適用される。減量制度は騎手免許取得5年目までなので、5年を過ぎると勝利度数に関わらず減量の特典は無くなる。デビューから5年の間はこの減量を活かして成績を残す騎手もいる。そういった騎手は減量が無くなっても将来的には騎乗依頼も多くなる。逆に減量の特典がある間に成績を残せなかった場合は、減量が無くなった場合に騎乗依頼が少なくなり、障害競走への騎乗にシフトするケースもある。実際に減量があるので見習騎手を起用するといった関係者は多い。
減量制度を適用している見習騎手についてはJRA発行のレーシングプログラム、競馬新聞、スポーツ新聞等に掲載される出走表に以下のような「▲」「△」「☆」の印で減量されていることを表している。2019年3月1日より、中央競馬で女性騎手に対する減量制度（2kg減）が導入され、「◇」「★」が記号に追加。女性見習騎手の減量は最大で4kgまでとなる。
2023年より平地競走と障害競走の減量規定を別個に規定、2025年より障害競走に初騎乗した日から5年間を「障害競走新規騎乗騎手」として障害競走において見習騎手と同等の取り扱いを開始（詳細は後述）。
| 区分        | 区分        | 印 | 減量 | 条件                                                       | 条件                                                          |
| ----------- | ----------- | -- | ---- | ---------------------------------------------------------- | ------------------------------------------------------------- |
| 平 地 競 走 | 男 性 騎 手 | － | なし | 騎手免許取得5年以上                                        | 騎手免許取得5年以上                                           |
| 平 地 競 走 | 男 性 騎 手 | － | なし | 騎手免許取得 5年未満                                       | 見習期間終了後（勝利度数101回以上）                           |
| 平 地 競 走 | 男 性 騎 手 | ☆  | 1kg  | 騎手免許取得 5年未満                                       | 勝利度数51回以上100回以下                                     |
| 平 地 競 走 | 男 性 騎 手 | △  | 2kg  | 騎手免許取得 5年未満                                       | 勝利度数31回以上50回以下                                      |
| 平 地 競 走 | 男 性 騎 手 | ▲  | 3kg  | 騎手免許取得 5年未満                                       | 勝利度数30回以下                                              |
| 平 地 競 走 | 女 性 騎 手 | ◇  | 2kg  | 騎手免許取得5年以上                                        | 騎手免許取得5年以上                                           |
| 平 地 競 走 | 女 性 騎 手 | ◇  | 2kg  | 騎手免許取得 5年未満                                       | 見習期間終了後（勝利度数101回以上）                           |
| 平 地 競 走 | 女 性 騎 手 | ▲  | 3kg  | 騎手免許取得 5年未満                                       | 勝利度数51回以上100回以下                                     |
| 平 地 競 走 | 女 性 騎 手 | ★  | 4kg  | 騎手免許取得 5年未満                                       | 勝利度数50回以下                                              |
| 障 害 競 走 | 男 性 騎 手 | － | なし | 騎手免許取得5年以上および 障害競走新規騎乗騎手ではない騎手 | 騎手免許取得5年以上および 障害競走新規騎乗騎手ではない騎手    |
| 障 害 競 走 | 男 性 騎 手 | － | なし | 騎手免許取得 5年未満あるいは 障害競走 新規騎乗騎手         | 見習期間・障害競走 新規騎乗騎手期間終了後（勝利度数21回以上） |
| 障 害 競 走 | 男 性 騎 手 | ☆  | 1kg  | 騎手免許取得 5年未満あるいは 障害競走 新規騎乗騎手         | 勝利度数16回以上20回以下                                      |
| 障 害 競 走 | 男 性 騎 手 | △  | 2kg  | 騎手免許取得 5年未満あるいは 障害競走 新規騎乗騎手         | 勝利度数11回以上15回以下                                      |
| 障 害 競 走 | 男 性 騎 手 | ▲  | 3kg  | 騎手免許取得 5年未満あるいは 障害競走 新規騎乗騎手         | 勝利度数10回以下                                              |
| 障 害 競 走 | 女 性 騎 手 | ◇  | 2kg  | 騎手免許取得5年以上および 障害競走新規騎乗騎手ではない騎手 | 騎手免許取得5年以上および 障害競走新規騎乗騎手ではない騎手    |
| 障 害 競 走 | 女 性 騎 手 | ◇  | 2kg  | 騎手免許取得 5年未満あるいは 障害競走 新規騎乗騎手         | 見習期間・障害競走 新規騎乗騎手期間終了後（勝利度数21回以上） |
| 障 害 競 走 | 女 性 騎 手 | ▲  | 3kg  | 騎手免許取得 5年未満あるいは 障害競走 新規騎乗騎手         | 勝利度数16回以上20回以下                                      |
| 障 害 競 走 | 女 性 騎 手 | ★  | 4kg  | 騎手免許取得 5年未満あるいは 障害競走 新規騎乗騎手         | 勝利度数15回以下                                              |

ただし、2023年より平地競走の負担重量の最低重量は50kg（特に競馬番組で指定する競走では49kg）、障害競走は3歳56kg、4歳以上は57kgと定められている（日本中央競馬会競馬施行規程第75条）ため、減量適用でもこの最低重量を下回る事はない。
また、JRAの内規により平地・障害の各競走問わず通算勝利度数が31回に満たない騎手はGIおよびJpnI競走に騎乗することができない（障害のJ・GI競走は除く）。
2020年1月11日、中山第6競走で藤田菜七子がエンドーツダに騎乗し勝利。これにより通算101勝となり見習騎手を卒業。制度導入後、「◇」初適用の女性騎手となった。
2021年3月6日、阪神第1競走でデビュー戦となった古川奈穂が「★」の初適用となった。同日の小倉第2競走でも同じくデビュー戦となった永島まなみが「★」で出走している。

### 中央競馬の見習騎手の歴史
1980年代以前は単に騎手免許取得3年未満の騎手のことを見習騎手と呼んでいた。2kg・3kg減には勝利数の上限が存在したが1kg減に関しては勝利数の上限が存在せず、騎手免許取得3年未満であればどれだけ勝利していても1kg減の恩恵を受けることができた。また競走面でも1980年代前半まではオープンクラスの一般競走（いわゆる「平場オープン」）もあったため、一線級の馬が出走する際の負担重量を減らすために見習騎手で挑むこともよく行われている。
しかし、1980年代後半に入り武豊を始めとする当時の若手騎手がデビュー直後から数多くの勝利を挙げるようになり、特に武は2年目より関西リーディング首位になるなどリーディングジョッキーが重量の恩恵を受ける状態となり「ベテラン騎手以上の勝利数を挙げている騎手に減量の恩恵を与えるのは制度の趣旨に反する」などの意見が高まり、1994年に制度が改正され、現在のように1kg減に関しても勝利数の上限が設けられるに至っている。
2004年には勝利度数の規定が変更され、「3kg減（▲）」が「勝利度数20回以下」→「30回以下」、「2kg減（△）」が「21 - 30回」→「31 - 50回」、「1kg減（☆）」が「31 - 100回」→「51 - 100回」となっている。
しかし、2000年代に入ると、地方競馬出身騎手や外国人騎手が通年免許や短期免許を取得できるようになったことやエージェント（騎乗依頼仲介者）制導入もあり、一部のトップ騎手に騎乗馬が偏る傾向がみられるようになり、見習期間解除後に騎乗機会に恵まれず、若くして引退する騎手もみられるようになった。
このためJRAでは「若手騎手の騎乗環境を整え、騎手の育成を図る」ため、2015年11月18日の2016年の競馬番組発表において、2016年3月1日より見習騎手の負担重量の減量期間について「騎手免許取得3年未満→5年未満」へ延長することを発表した。この見直しにより、騎手免許取得から3年が経過し負担重量の減量適用が解除されていた3名の騎手について、改めて3月1日より負担重量の減量が適用されている。
2022年に障害専門騎手として小牧加矢太がデビューし、好成績を上げたことから、2023年シーズンから規定が変更された。平地競走と障害競走で勝利度数が分けられることになり、障害競走では「3kg減（▲）」が「勝利度数10回以下」に、「2kg減（△）」が「11 - 15回」、「1kg減（☆）」が「16 - 20回」、「21回以上」は減量無しとなった。これにより、小牧は2023年中に障害競走のみで21勝を挙げて、減量を卒業する可能性が高まっている。
2025年からは、新たに障害競走に騎乗する騎手の環境を整備する観点から、障害競走では「（障害競走に）初騎乗してから5年未満」に関して、前述の勝利度数に応じて減量適用がされることとなった。

### 中央競馬の若手騎手
現在、中央競馬においては「騎手免許取得7年未満」の騎手のことを若手騎手と呼ぶ。これは2004年より若手騎手限定競走が設けられ、騎乗できる騎手が対象である。若手騎手限定競走は競馬開催日の1競走のみ、主に「第3場（福島・新潟・中京・小倉）の平地未勝利ないし1勝クラスの一般戦」で設定される。ただし、極稀に主場の特別競走として設定されることもある。見習騎手に対しては、特別競走でない限りは、上記で述べた減量制度も合わせて適用される。
若手騎手の定義は、2004年から2008年2月までは「騎手免許取得後6年未満」であったが、2008年3月から「7年未満」へと変更された。勝利度数の規定に関しては当初から変動はない。2019年から勝利度数の規定が撤廃された。

## 地方競馬の見習騎手
地方競馬における見習騎手の取り扱いは主催者ごとに異っているが、女性騎手の減量制度については2019年4月1日から北海道（門別）と南関東地区（大井・川崎・船橋・浦和）を除く各競馬場がJRAの制度に合わせた内容で統一導入。2019年9月30日から南関東地区で導入開始、北海道（門別）も翌年度の競走規定にて明文化され女性騎手の減量制度は平地競走が行われる全ての主催者でほぼ統一されたものが導入されている（詳細は女性騎手#女性騎手に対する減量特典を参照）。ばんえい競馬は見習騎手・女性騎手の減量は荷物の重さ（ばんえい重量）に対して適用され（それぞれ10kg）、騎手重量自体は変更されない。
主催者によっては見習騎手の騎乗できる競走を制限している。川崎競馬場（南関東4場）所属の町田直希のように、免許期間や勝数が規定に満たないものの減量解除申請を行い受理され、減量が解除されて騎乗できる競走の制限も解除された事例もある。
従来、中央競馬の見習騎手が地方競馬の交流競走などで騎乗する際は、主催者によって対応が分かれていた。例として、2016年に騎手免許を取得した藤田菜七子が地方競馬へ遠征の際に一般競走にも騎乗しているが、南関東4場においてはJRAの見習騎手が騎乗する際の減量については明文化された規定がなく、各主催者の番組ごとの対応になったために、デビュー時に騎乗した川崎競馬の例に則り、その後騎乗した浦和競馬、船橋競馬においても減量が適用されなかった。その反面、高知競馬では「20勝以下の女性騎手4kg減（「★」印）」が適用され、金沢競馬では女性騎手の1kg減だけ適用された。なお、重賞や特別競走での減量はいずれの競馬場でもなかった。

### ばんえい競馬
減量は（騎手重量ではなく）ばんえい重量に対するものとなる。ばんえい競走#重量も参照。
以下は2020年度の規定による。
| 印 | 減量 | 条件 |
| -- | ---- | --- |
| ☆  | 10kg | 以下のいずれか一方のみに該当する場合 1. 女性騎手 2. 通算勝利度数が50勝未満の騎手、あるいは免許取得5年以下で通算勝利度数が50勝以上100勝未満かつ当該年度で10勝未満の騎手 |
| △  | 20kg | 上記の両方に該当する場合 |

- 減量条件の変更は出馬投票ごとに行われる。規定の勝数となっても、出馬投票が完了している競走では減量条件の変更はない。
- 2018年度までは特別競走・重賞競走では減量は適用されなかったが、2019年度よりこの規定は削除されている[18]。

### ホッカイドウ競馬
2020年4月現在。
| 印 | 減量 | 条件                                 |
| -- | ---- | ------------------------------------ |
| ☆  | 1kg  | 免許取得後5年未満で51勝以上100勝以下 |
| △  | 2kg  | 免許取得後5年未満で31勝以上50勝以下  |
| ▲  | 3kg  | 免許取得後5年未満で30勝以下          |

- 女性騎手は2kg減だが、見習騎手の減量と複合する場合は4kgまでしか減量しない（4kg減騎手は★印）。
- 重賞競走・オープン競走・各年齢区分での最上位格付け競走、ハンデキャップ競走では減量は適用しない。
- 10勝未満の騎手は重賞競走にて騎乗できない。
- 新規免許取得から3年を経過した騎手は申請により減量を解除できる。

### 岩手競馬（盛岡・水沢）
岩手競馬では「減量騎手」と呼称。2022年4月現在。
| 区分     | 印 | 減量 | 条件                  | 条件                |
| -------- | -- | ---- | --------------------- | ------------------- |
| 男性騎手 | ☆  | 1kg  | 騎手免許取得後5年未満 | 51勝以上100勝以下   |
| 男性騎手 | △  | 2kg  | 騎手免許取得後5年未満 | 31勝以上50勝以下    |
| 男性騎手 | ▲  | 3kg  | 騎手免許取得後5年未満 | 30勝以下            |
| 女性騎手 | ◇  | 2kg  | 騎手免許取得5年以上   | 騎手免許取得5年以上 |
| 女性騎手 | ◇  | 2kg  | 騎手免許取得5年未満   | 101勝以上           |
| 女性騎手 | ▲  | 3kg  | 騎手免許取得5年未満   | 51勝以上100勝以下   |
| 女性騎手 | ★  | 4kg  | 騎手免許取得5年未満   | 50勝以下            |

- 新規免許取得から3年を経過した騎手は申請により減量を解除できる。

### 南関東競馬（大井・川崎・浦和・船橋）
2022年現在。
| 区分     | 印 | 減量 | 条件                      | 条件                |
| -------- | -- | ---- | ------------------------- | ------------------- |
| 男性騎手 | ☆  | 1kg  | 新規騎手免許取得後5年未満 | 51勝以上100勝以下   |
| 男性騎手 | △  | 2kg  | 新規騎手免許取得後5年未満 | 31勝以上50勝以下    |
| 男性騎手 | ▲  | 3kg  | 新規騎手免許取得後5年未満 | 30勝以下            |
| 女性騎手 | ◇  | 2kg  | 騎手免許取得5年以上       | 騎手免許取得5年以上 |
| 女性騎手 | ◇  | 2kg  | 新規騎手免許取得5年未満   | 101勝以上           |
| 女性騎手 | ▲  | 3kg  | 新規騎手免許取得5年未満   | 51勝以上100勝以下   |
| 女性騎手 | ★  | 4kg  | 新規騎手免許取得5年未満   | 50勝以下            |

- 騎乗申し込み時点で30勝以下の減量騎手はダートグレード競走や南関東SI競走に騎乗できない。SII、SIII、準重賞には騎乗できる。
- 勝利数到達による減量条件の変更は、勝利数が到達した開催を基点とし、基点開催から2開催目より。

### 名古屋・笠松競馬
2021年4月現在。
| 区分     | 印 | 減量 | 条件                  | 条件                |
| -------- | -- | ---- | --------------------- | ------------------- |
| 男性騎手 | ☆  | 1kg  | 騎手免許取得後5年未満 | 51勝以上100勝以下   |
| 男性騎手 | △  | 2kg  | 騎手免許取得後5年未満 | 31勝以上50勝以下    |
| 男性騎手 | ▲  | 3kg  | 騎手免許取得後5年未満 | 初騎乗から30勝以下  |
| 女性騎手 | ◇  | 2kg  | 騎手免許取得5年以上   | 騎手免許取得5年以上 |
| 女性騎手 | ◇  | 2kg  | 騎手免許取得5年未満   | 101勝以上           |
| 女性騎手 | ▲  | 3kg  | 騎手免許取得5年未満   | 51勝以上100勝以下   |
| 女性騎手 | ★  | 4kg  | 騎手免許取得5年未満   | 初騎乗から50勝以下  |

- 開催の途中で規定の勝数となっても減量条件の変更は次回の東海地区開催からとなる。

### 金沢競馬
男性騎手の減量適用期間は、最初の騎手免許取得日から起算して5年後の同日の2日前まで。女性騎手は期間に限度はない。
2024年現在。
| 区分     | 印 | 減量 | 条件              | 条件 |
| -------- | -- | ---- | ----------------- | ---- |
| 男性騎手 | ☆  | 1kg  | 51勝以上100勝以下 |      |
| 男性騎手 | △  | 2kg  | 31勝以上50勝以下  |      |
| 男性騎手 | ▲  | 3kg  | 30勝以下          |      |
| 女性騎手 | ◇  | 2kg  | 101勝以上         |      |
| 女性騎手 | ▲  | 3kg  | 51勝以上100勝以下 |      |
| 女性騎手 | ★  | 4kg  | 50勝以下          |      |

### 兵庫競馬（園田・姫路）
| 区分     | 印 | 減量 | 条件                   | 条件                  |
| -------- | -- | ---- | ---------------------- | --------------------- |
| 男性騎手 | ☆  | 1kg  | 騎手免許取得 5年目まで | 51勝以上100勝以下     |
| 男性騎手 | △  | 2kg  | 騎手免許取得 5年目まで | 31勝以上50勝以下      |
| 男性騎手 | ▲  | 3kg  | 騎手免許取得 5年目まで | 初騎乗から30勝以下    |
| 女性騎手 | ◇  | 2kg  | 騎手免許取得6年目以降  | 騎手免許取得6年目以降 |
| 女性騎手 | ◇  | 2kg  | 騎手免許取得 5年目まで | 101勝以上             |
| 女性騎手 | ▲  | 3kg  | 騎手免許取得 5年目まで | 51勝以上100勝以下     |
| 女性騎手 | ★  | 4kg  | 騎手免許取得 5年目まで | 初騎乗から50勝以下    |

2019年4月からJRAに準じた減量に変更され、改定時点で新基準の対象であった長谷部駿弥、永井孝典、松木大地に適用された。
- 2kg（表示◇）は2020年3月まで2kg（表示△）を使用した。
- 20勝未満の騎手は、重賞競走には騎乗できない。20勝以上の減量騎手は重賞競走に騎乗出来るが、減量規定は適用されない。
- 兵庫県所属の騎手については、新規騎手免許取得から2年を経過した騎手は、減量騎手変更申請書を提出し管理者が認めた場合は、減量を解除できる。なお、減量解除後の再適用は認められない。
- この変更に伴い、平成29年度以前の騎手免許取得の兵庫県所属騎手負担重量は、旧減量規定の10勝以上20勝未満1kg（表示☆）とする移行措置が取られた。ただし、平成29年度以前に新規騎手免許を取得した者であっても、免許取得から通算5年未満かつ100勝以下の兵庫県所属騎手は、減量騎手変更申請書を提出し管理者が認めた場合は、新（現行）減量規定の適用を認められた。

なお、2019年3月までの減量については、免許取得後の年数に関わらず10勝未満が2kg（表示△）、11勝以上20勝未満が1kg（表示☆）の減量であった。

### 高知競馬
2021年4月現在
| 区分     | 印 | 減量 | 条件                    | 条件                    |
| -------- | -- | ---- | ----------------------- | ----------------------- |
| 男性騎手 | ☆  | 1kg  | 騎手免許取得期間5年未満 | 51勝以上100勝以下       |
| 男性騎手 | △  | 2kg  | 騎手免許取得期間5年未満 | 31勝以上50勝以下        |
| 男性騎手 | ▲  | 3kg  | 騎手免許取得期間5年未満 | 初騎乗から30勝以下      |
| 女性騎手 | ◇  | 2kg  | 騎手免許取得期間5年以上 | 騎手免許取得期間5年以上 |
| 女性騎手 | ▲  | 3kg  | 騎手免許取得期間5年未満 | 51勝以上                |
| 女性騎手 | ★  | 4kg  | 騎手免許取得期間5年未満 | 50勝以下                |

### 佐賀競馬
2022年現在。佐賀競馬では「減量騎手」と呼称。
| 区分     | 印 | 減量 | 条件                    | 条件                                           |
| -------- | -- | ---- | ----------------------- | ---------------------------------------------- |
| 男性騎手 | ☆  | 1kg  | 騎手取得期間5年未満     | 51勝以上100勝以下 （101勝目をあげた開催まで）  |
| 男性騎手 | △  | 2kg  | 騎手取得期間5年未満     | 31勝以上50勝以下（51勝目をあげた開催まで）     |
| 男性騎手 | ▲  | 3kg  | 騎手取得期間5年未満     | 30勝以下（31勝目をあげた開催まで）             |
| 女性騎手 | ◇  | 2kg  | 騎手免許取得期間5年以上 | 騎手免許取得期間5年以上                        |
| 女性騎手 | ◇  | 2kg  | 騎手免許取得期間5年未満 | 101勝以上（101勝目をあげた開催の次の開催から） |
| 女性騎手 | ▲  | 3kg  | 騎手免許取得期間5年未満 | 51勝以上100勝以下（101勝目をあげた開催まで）   |
| 女性騎手 | ★  | 4kg  | 騎手免許取得期間5年未満 | 50勝以下（51勝目をあげた開催まで）             |

- 新規免許取得日から2年経過、あるいは51勝以上をあげた騎手は申請により減量解除できる。